# 亞述鎮區 (密歇根州)
亞述鎮區（英語：Assyria Township）是位於美國密歇根州巴里縣的一個行政鎮區。

## 地方資料
亞述鎮區的面積為94.10平方千米，當中陸地面積為92.90平方千米，而水域面積為1.20平方千米。根據2020年美國人口普查的數據，當地共有人口1992人，而人口密度為每平方千米21.17人。